# ۱۰٬۰۰۰ منیاکس
۱۰۰۰۰ منیاکس یک گروه آلترنتیو راک آمریکایی است که در سال ۱۹۸۱ توسط دنیس درو (کیبورد)، استیو گوستاوسون (باس) ،چت کاردینال درام ،رابرت بوک (گیتار) و تری نیوهاوس (همسر سابق رابرت بوک به عنوان خواننده) با نام Still Life آغاز به کار کرد.

## آلبوم‌ها

### آلبوم‌های استودیوای
- ۱۹۸۳ -Secrets of the I Ching
- ۱۹۸۵ -The Wishing Chair
- ۱۹۸۷ -In My Tribe
- ۱۹۸۹ -Blind Man's Zoo
- ۱۹۹۲ -Our Time in Eden
- ۱۹۹۷ -Love Among the Ruins
- ۱۹۹۹ -The Earth Pressed Flat